# Matic Kotnik
Matic Kotnik, slovenski nogometaš, * 23. julij 1990, Slovenj Gradec.
Kotnik je profesionalni nogometaš, ki igra na položaju vratarja. Nazadnje je bil član grškega kluba Ionikos. Pred tem je branil za slovenske klube Dravograd, Celje in Dravinjo, grški Panionios, italijansko Brescio in grški Volos. Skupno je v prvi slovenski ligi odigral 157 tekem. Bil je tudi član slovenske reprezentance do 17, 18, 19 in 20 let ter reprezentance B. 